# عادل هينريتش
عادل هينريتش (بالإنجليزية: Adel Heinrich)‏ هي موسيقية وملحنة وكاتِبة أمريكية، ولدت في 20 يوليو 1926 في كليفلاند في الولايات المتحدة.